# 和洋折衷建築
和洋折衷建築（日语：／ Wayō secchū kenchiku */?）是近代日本折衷日式建築及西洋式建築要素的建物。也稱作和洋折衷樣式。
源自幕末的横濱，明治維新後在日本各地興建，遍及日治時代的台灣等諸外地。特徵是混合象徵文明的洋風建築和傳統的和風建築雙方的要素。
代表的建築物有1872年興建的東京第一國立銀行本店、1876年興建的長野縣舊開智學校、1881年興建的札幌清華亭等。

## 和洋折衷建築之例
- 斜陽館、青森縣五所川原市
- 富士屋旅館、神奈川縣箱根町
- 舊開智學校、長野縣松本市
- 奈良飯店、奈良縣奈良市

## 關連項目
- 和洋折衷
- 帝冠樣式、看板建築、擬洋風建築、西洋館
- 文化住宅